# Robson & Jerome
i Robson & Jerome sono stati un duo musicale britannico formato dagli attori Robson Green e Jerome Flynn. Nonostante l'attività di soli tre anni di attività, il duo ha pubblicato due album in grado di posizionarsi in vetta alla classifica britannica. Il loro album di debutto è risultato il più venduto del 1995 nel mercato britannico.

## Storia del gruppo
Nella prima metà degli anni '90, Robson Green e Jerome Flynn erano all'apice della loro popolarità grazie ai ruoli da loro interpretati nella serie TV Soldier, Soldier. Il produttore discografico Simon Cowell ebbe di conseguenza l'idea di proporre ai due e ai produttori della trasmissione di lanciare un progetto musicale e di approfittare del programma stesso per promuoverlo. Il primo singolo del duo, una cover di Unchained Melody, fu effettivamente presentato durante una puntata della serie TV, riscuotendo immediatamente un forte successo commerciale: il brano trascorse infatti sette settimane in vetta alla classifica britannica, diventando il singolo più venduto dell'anno nel Regno Unito.
Venne dunque pubblicato un album in studio del duo via RCA Records: il progetto raggiunse la vetta della classifica settimanale britannica e venne certificato 6 volte platino, diventando l'album più venduto dell'anno in Regno Unito. Anche il secondo singolo I Believe/Up This Road raggiunse la vetta della classifica britannica. L'anno successivo il duo pubblicò un secondo album intitolato Take Two, da cui venne estratto un unico singolo: una cover di What Becomes of the Brokenhearted di Jimmy Ruffin.Entrambi i progetti raggiunsero la vetta nelle rispettive classifiche britanniche; l'album ottenne inoltre quattro dischi di platino, mentre il singolo ne ottenne uno.
Sebbene il gruppo non abbia realizzato altri progetti discografici, negli anni successivi RCA e BMG realizzarono due raccolte ufficiali della loro musica: Happy Days: The Best of Robson & Jerome nel 1997 e Love Songs nel 2000. La prima raggiunse la posizione 20 nella classifica britannica e ottenne un disco d'oro.

## Controversie
Nonostante il successo commerciale ottenuto, il duo ha ricevuto spesso l'accusa di non presentare particolari meriti artistici: molti critici musicali lo hanno infatti attaccato per via della scelta di pubblicare soltanto cover e nessun brano inedito, affermando che si trattasse di un progetto incentrato interamente sull'effetto nostalgia e che godesse esclusivamente di luce riflessa.
Anni dopo la fine del progetto musicale, il cantante Des Dyer ha dichiarato che la sua voce era presente in gran parte del lavoro del duo senza che lui fosse stato accreditato in alcun modo, sostenendo inoltre di aver eseguito "le note più alte e le parti più difficili in tutte le canzoni": ciò ha portato a una controversia legale con BMG.

## Discografia

### Album

#### Album in studio
- 1995 – Robson & Jerome
- 1996 – Take Two

#### Raccolte
- 1995 – Happy Days: The Best of Robson & Jerome
- 2000 – Love Songs

### Singoli
- 1995 – Unchained Melody/(There'll Be Bluebirds Over) The White Cliffs of Dover
- 1995 – I Believe/Up to the Roof
- 1996 – What Becomes of the Brokenhearted